# Nattestid ser porten vid...
Nattestid ser porten vid... är det första fullängdsalbumet av det norska black metal-bandet Taake. Albumet utgavs 1999 av skivbolaget Wounded Love Records.

## Låtförteckning
1. "Nattestid ser porten vid I" – 5:55
2. "Nattestid ser porten vid II" – 5:34
3. "Nattestid ser porten vid III" – 4:31
4. "Nattestid ser porten vid IV" (instrumental) – 4:35
5. "Nattestid ser porten vid V" – 4:10
6. "Nattestid ser porten vid VI" – 7:33
7. "Nattestid ser porten vid VII" – 9:39

Text och musik: Hoest

## Medverkande
Musiker (Taake-medlemmar)
- Hoest (Ørjan Stedjeberg) – sång, gitarr

Bidragande musiker
- Frostein S. Arctander (Hans Helander också känd som Tundra) – trummor, basgitarr, sång

Produktion
- Pytten (Eirik Hundvin) – producent
- Christian Misje – foto